# Вигилия (литургика)

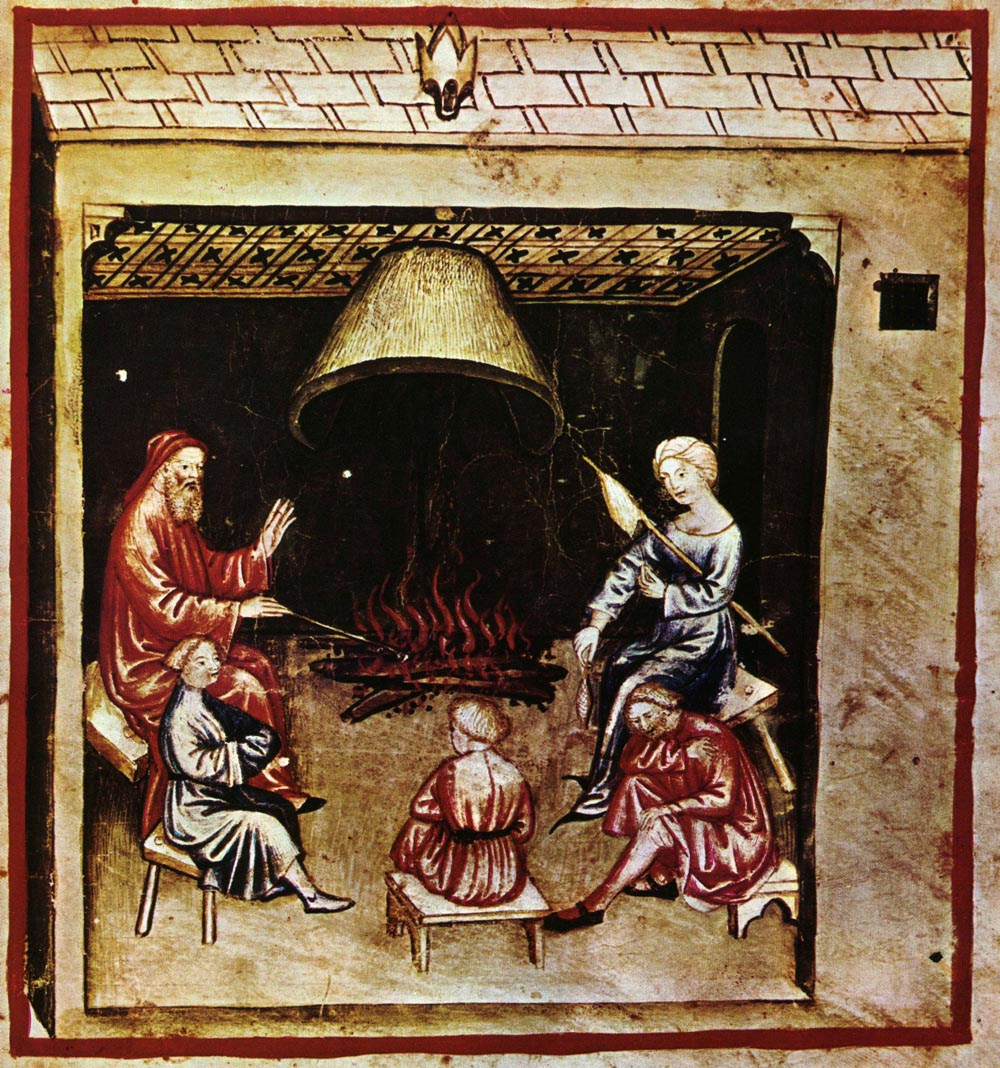
Вигилия. XIV век

Виги́лия (от лат. vigilia — «бдение») в Католической церкви — общественное богослужение установленного чинопоследования, устав которого изначально предполагал проведение от захода солнца до рассвета, требуя от всех его участников бодрствования (отсутствия сна). Вигилии обычно проводятся в канун праздников. Понятие «кануна» в определении вигилии означает, что служба должна начинаться вечером накануне праздника. Литургия вигилии может включать чтение и пение псалмов, молитв и гимнов, проповеди и чтения из Библии, из Святых отцов.
Вигилии практикуются также в Англиканской, Лютеранской и Методистской церквях.
Литургическая терминология Русской православной церкви, отражённая, в частности, в Православной энциклопедии, не знает термина «вигилии» — здесь соответствующие богослужения православия принято называть всенощным бдением или всенощной. Обратно, термин «всенощная» не применяется в русской православной литературе ни к соответствующим чинопоследованиям католической и других неправославных христианских церквей, ни к службам и обрядам других религий и культов, предполагающих их совершение ночью. Со своей стороны, в западноевропейских языках для обозначения православного ночного богослужения (всенощного бдения) также имеется специальный термин All-night vigil.
В нестрогом, в том числе и во внецерковном словоупотреблении на русском языке и термин «вигилия», и термин «всенощное бдение» иногда используются в приблизительном значении как обозначение аскетической практики отказа от сна в ночное время суток, в том числе, и в смыслах, отвлечённых от богослужения.

## История
Обычай начинать воскресное богослужение в субботу вечером сложился на заре христианства, что соответствовало ещё ветхозаветной традиции начинать день не в полночь, а ещё на закате солнца. По той же традиции и субботу, вплоть до IV века, продолжали почитать наравне с воскресеньем, даже «Апостольские постановления» ещё не делают особой разницы между этими двумя днями. В субботу, как и в воскресенье, служили литургию, и потому суббота была, по существу, навечерием воскресенья. В отличие от иудеев, христиане в субботу работали, но на литургии вспоминали сошествие Христа во ад. Но уже в Писаниях апостольских регулярно упоминаются всенощные моления (Лк. 6:12, 9:28—36; Мф. 26:36—45; Деян. 16:25). О частых бдениях писал апостол Павел (2Кор. 6:5, 11:27).
В те времена и воскресная утреня начиналась раньше обычного, не просто до рассвета, но такой глубокой ночью, что вполне могла быть названа бдением. Эту ночную службу монахи стали называть vigilia, используя старинный римский термин, обозначавший периоды ночного караула (от prima vigilia до quarta vigilia, от первой до четвёртой стражи (см. вигилия)).
В режиме вигилий в раннехристианские времена могли проходить не только воскресные или праздничные службы, но и службы заупокойные. В главе «Соборно-приходское западное богослужение VI—VIII веков» книги «Толковый Типикон» М. Н. Скабалланович говорил об одной такой погребальной вигилии:

На состав ночной службы есть указание в актах галльского собора 499 г. против ариан в присутствии Гундобальда, царя бургундского. Когда епископы в день св. Юста совершали вигилию на его гробе, «случилось, что когда чтец ночью по обыкновению начал чтение Моисея…»
— М. Н. Скабалланович, Толковый Типикон
Этот пример возвращает не только к этимологическим корням названия ещё одного, специального заупокойного чинопоследования, называемого панихидой (греч. παννυχίς), что буквально и означает «всенощная», но и к исторической практике этого чина.

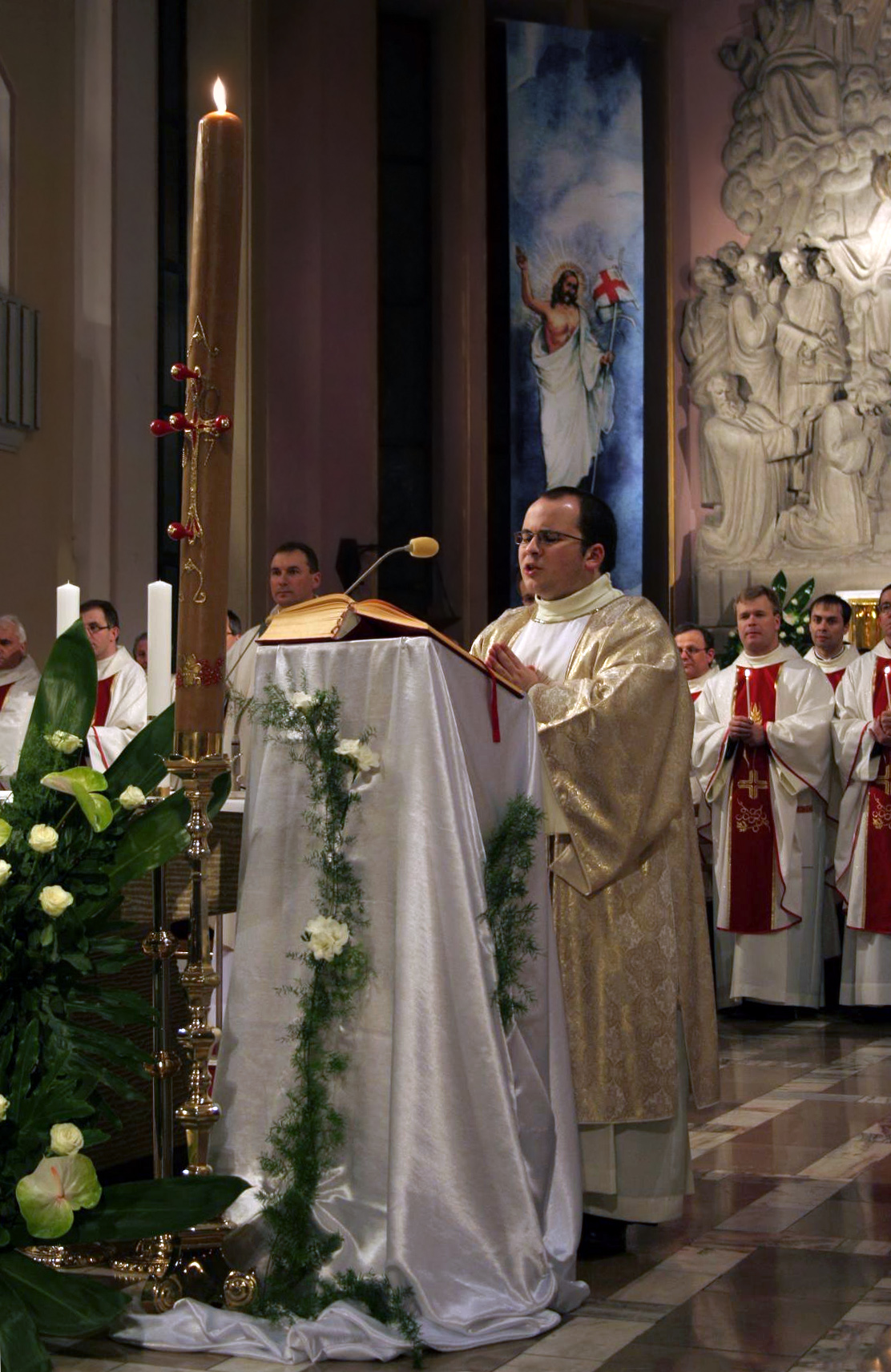
Exsultet — провозглашение Пасхи

## Пасхальная вигилия
Наиболее продолжительное во всём литургическом году христианское богослужение — месса пасхальной ночи. Пасхальная вигилия состоит из следующих частей:
- литургия света (светильничное богослужение и приготовление свечи)
- литургия слова
- крещальная литургия
- евхаристическая литургия[5]

В эту ночь взрослые оглашенные получают все три начальных таинства (Крещение, Миропомазание и Причастие). Освящается пасхальная крещальная вода, участники мессы отрекаются от сатаны и его дел, исповедуют веру Церкви.

## Рождественская вигилия в Евангелическо-Лютеранской церкви
В навечерие Рождества, вечером 24 декабря, фиолетовые параменты Адвента в храме меняются на белые; белую столу надевают и пасторы. Клирос украшается рождественской елью. В отличие от обычных воскресных месс, в сочельник не совершают евхаристию, а значит нет исповеди и анафоры. Богослужение сводится к пению гимнов, хвалебных молитв (Laudamus), библейских чтений и проповеди. Вместо Апостольского Символа веры поют более пространный Никейский Символ веры. Вместо апостольских посланий читается Ветхий Завет. В конце мессы пастор выносит импровизированные ясли с куклой, изображающей Младенца Иисуса.

## Общие черты и отличия вигилий от Всенощной службы в православии
С точки зрения православных литургиков, современная католическая вигилия по своему храмовому употреблению соответствует, скорее, православному Сочельнику. Например, вигилия Рождества Христова (24 декабря) — это, собственно, Навечерие Рождества, венчающее 4 недели Адвента (то есть рождественского поста).
И в православии и в католицизме богослужение каждого воскресного дня до сих пор начинается в субботу вечером (поэтому в бревиарии — две воскресные вечерни). Но в православии эта так называемая Великая вечерня переходит в утреню + 1й час (9й час сохраняется в основном только в монастырях) и составляет всенощную, которая в католицизме уже фактически исчезает.